# John Pendleton Kennedy
John Pendleton Kennedy (Baltimore, Maryland, 1795 ndash; Newport, Rhode Island, 1870), escriptor i polític sudista, Secretary of the Navy (Ministre de Marina) entre 1852 i 1853. Originari de Virgínia. Fou advocat a Maryland, acompanyà l'expedició del Commodor Perry al Japó i també anà en missió diplomàtica a Xile. Escriví les novel·les Swallow Barn (1832), Horse-Shoe Robinson (1835) i Rob of the Bowl (1838), on mostra un Sud amb forta consciència pròpia. Tot i això, era contrari a la secessió i a l'esclavatge.